# Willkommia
Willkommia é um género botânico pertencente à família Poaceae.